# Paramesopa violacea
Paramesopa violacea es una especie de insecto coleóptero de la familia Chrysomelidae.
Fue descrita científicamente en 1984 por Medvedev.